# Wapen van Geldenaken

Wapen van Geldenaken.

Het wapen van Geldenaken is het heraldisch wapen van de Waals-Brabantse gemeente Geldenaken. Dit wapen werd op 15 september 1841 bij Koninklijk Besluit aan de gemeente Geldenaken toegekend.

## Geschiedenis
Geldenaken gebruikte ten tijde van het Verenigd Koninkrijk der Nederlanden een zegel met een open kasteel erop. Omdat dit echter niet werd erkend door de Belgische overheid, werd aan Geldenaken in 1841 een wapen toegekend dat reeds voorkwam in documenten uit de 16e en 17e eeuw, met name een 16e-eeuws zegel, een vermelding in een 16e-eeuws manuscript uit de Bibliotheek van Bourgondië en een afbeelding in een wapenrol van Carolus Franciscus Paula Charlier uit 1666. Reeds op de oudst bekende zegel van Geldenaken, die dateert uit 1211, vond men een toren terug, die waarschijnlijk verwijst naar de versterkte muren van de stad. De stad behoorde historisch gezien toe aan de hertogen van Brabant en de Brabantse leeuw (een leeuw van sabel) duikt dan ook op in de latere zegels. De toren werd ook in de loop der tijd verdubbeld.

## Blazoenering
Het wapen heeft de volgende blazoenering:
D'argent, au lion de sable armé et lampassé de gueules, accompagné en chef de deux tourelles de même.
In zilver, een leeuw van sabel, genageld en getongd van keel, in het schildhoofd vergezeld van twee burchten van keel.— Koninklijk Besluit van 15 september 1841.